# Бриггс, Чарльз Огастес

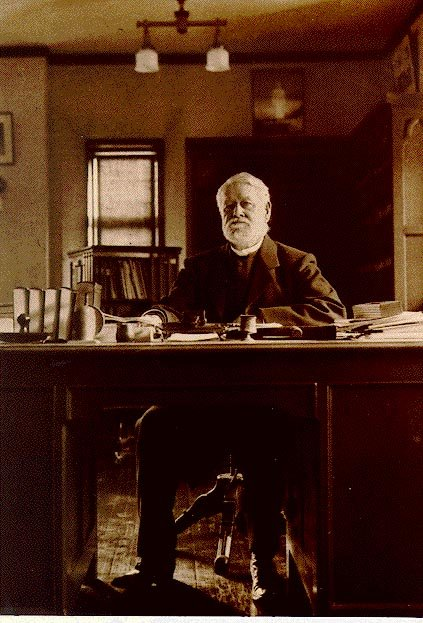
Чарльз Бриггс

Чарльз Огастес Бриггс (англ. Charles Augustus Briggs; 15 января 1841 — 8 июня 1913) — американский протестантский теолог и педагог, библеист. Сначала принадлежал Пресвитерианской церкви, но в 1893 году был изгнан из неё за свободомыслие. В 1898 году принят в общение Епископальной церковью.
Родился в Нью-Йорке. Окончил университет в Вирджинии. Специализировался на древнееврейском языке, который преподавал в теологической семинарии.